# Christopher Frank (Fußballspieler)
Christopher Frank (* 11. Juni 1987 in Wien) ist ein österreichischer Fußballspieler auf der Position eines Stürmers.

## Karriere
Frank spielte in seiner Jugend zunächst ein Jahr beim Nachwuchs des FK Austria Wien, ehe er an den FC Stadlau, einem Wiener Verein aus dem Stadtteil Stadlau, verliehen wurde. Im Jahr 2002 wurde er vom FC Stadlau fix verpflichtet, wo er in der Kampfmannschaft in die Wiener Stadtliga (vierte Leistungsstufe) zum Einsatz kam. Im Juli 2007, wechselte er im Alter von 20 Jahren zu den Amateuren des SK Rapid Wien. In der Regionalliga Ost erzielte er in 28 Spielen 18 Tore. Im Sommer 2008 wurde er dann an den SKN St. Pölten verliehen um Spielpraxis in der Ersten Liga zu bekommen. Dort erzielte er bislang (Stand: 8. September 2008) in sieben Spielen drei Tore, wobei er meistens nur als Einwechselspieler fungierte. Im Sommer 2009 kehrte er zu Rapid zurück und wurde von den Grün-Weißen zum Floridsdorfer AC verkauft. Bis dato  kam er in elf Ligaspielen zum Einsatz und erzielte dabei ebenso viele Tore.